# Карл Мартелл Анжуйский
Карл Мартелл или Мартелл Анжуйский (итал. Carlo Martello d’Angiò; венг. Anjou Martell Károly; 15 сентября 1271, Неаполь — 12 августа 1295, Неаполь) — принц Салерно, наследник неаполитанского престола, претендент на венгерский королевский трон. Титулярный король Венгрии в 1292—1295 годах.

## Биография

Герб Карла Мартелла Анжуйского

Сын Карла II Неаполитанского (Анжуйского) и дочери короля Венгрии Стефана (Иштвана) V Марии Венгерской.
Его мать была дочерью венгерского короля Иштвана V (Стефана V). После смерти брата, короля Ласло IV Венгерского (Владислава IV) в 1290 году, она предъявила свои права на трон Венгрии. Папа Римский Николай IV, претендовавший на право назначать венгерских королей, поддержал её кандидатуру. В 1291 году она была коронована в Неаполе, а вскоре передала титул и права на престол Карлу Мартеллу. Был ли он коронован неизвестно. Карл Мартелл не отличался честолюбием и только под влиянием матери в 1294 году предпринял вялую попытку реализовать свои права, но поддержки венгерской знати не получил, несмотря на постоянные распри той с правящим королём Венгрии Андрашем III (Андреем III). Вскоре Карл Мартелл умер от чумы в Неаполе в 1295 году в возрасте неполных 24 лет.
Венгерскую корону смог получить сын Карла Мартелла Карл I Роберт (1288—1342), основавший Анжуйскую династию, царствовавшую в Венгрии до 1395 года.
Карл Мартелл был близким знакомым Данте Алигьери; о нём даже есть упоминание в «Божественной комедии»: поэт встречает душу умершего Карла Мартелла в третьей сфере Рая.

## Брак и дети
С 8 января 1281 года Карл Мартелл был женат на Клеменции Габсбургской (1262—1293), дочери императора Рудольфа I и Гертруды Гогенберг. В браке родились:
- Карл Роберт (1288—1342) — король Венгрии
- Беатриса (1290—1343) — супруга Жана II дофина Вьеннского
- Клеменция (1293—1328) — вторая супруга короля Франции Людовика X